# Colincamps
Colincamps é uma comuna francesa na região administrativa de Altos da França, no departamento de Somme. Estende-se por uma área de 4,38 km². Em 2010 a comuna tinha 91 habitantes (densidade: 20,8 hab./km²).